# St.-Johannes-Nepomuk-Kapelle (Währinger Gürtel)

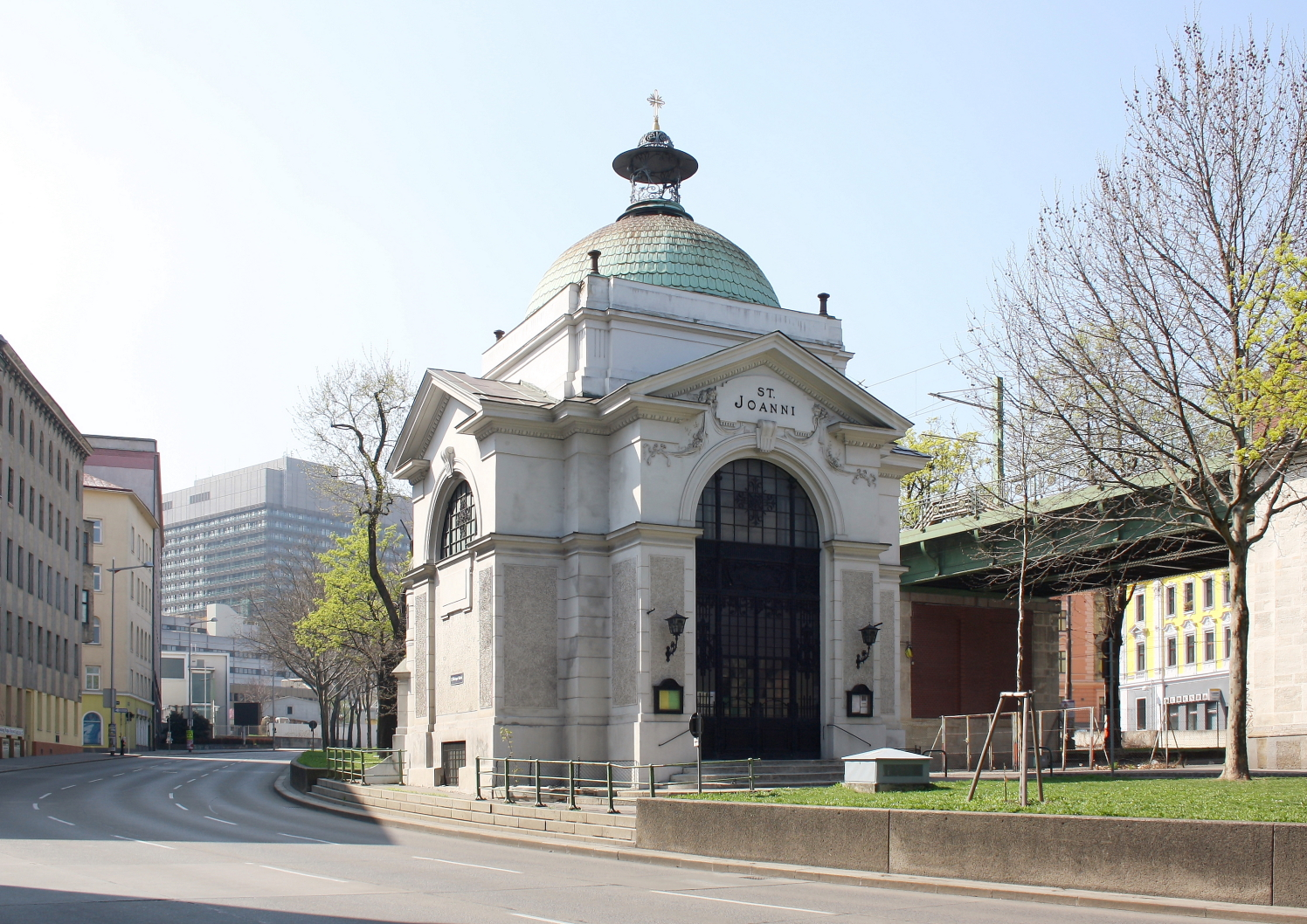
Die St.-Johannes-Nepomuk-Kapelle (Nordfront) am Währinger Gürtel

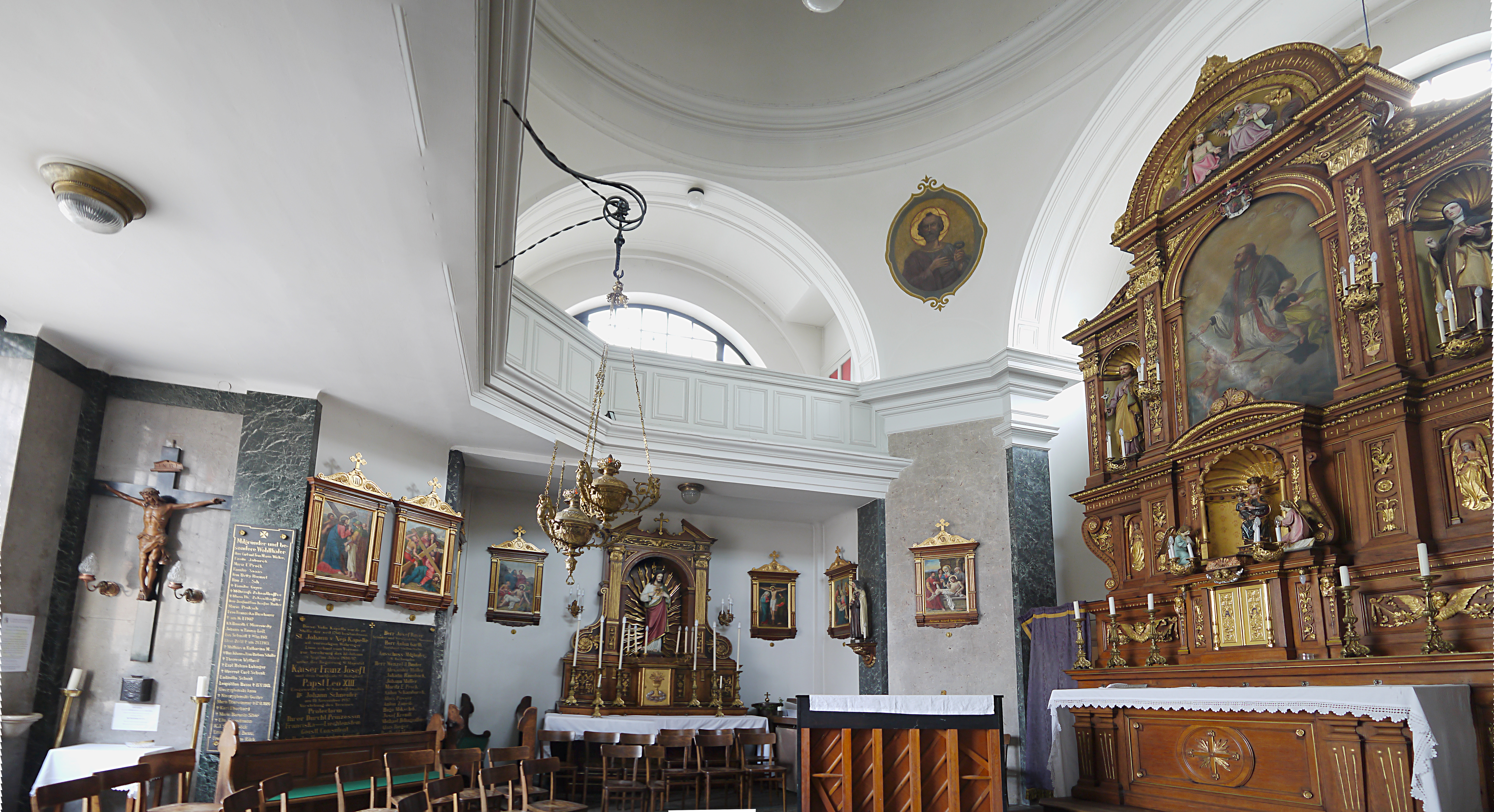
Innenraum der Kirche mit Altar: Hochaltar, dreiachsiger Neorenaissance-Aufbau über hohem Sockel.

Die St.-Johannes-Nepomuk-Kapelle ist ein Bauwerk am inneren Währinger Gürtel auf der Höhe Klammergasse (Währinger Gürtel, Bogen 115) im 9. Wiener Gemeindebezirk Alsergrund. Die römisch-katholische Kirche ist eine Rektoratskirche, die zur Pfarre Alser Vorstadt gehört. Rektor war bis zu seinem Tod im September 2024 Werner Reiss. Die Kapelle steht unter Denkmalschutz (Listeneintrag).

## Architektur und Geschichte

### Erste und zweite Johanneskapelle
Im Jahr 1740 wurde auf der Höhe der heutigen Johanneskapelle zunächst eine Linienkapelle errichtet, die zuletzt im Frühjahr 1889 renoviert und wiedereröffnet wurde. Diese Kapelle musste dem Bau der Wiener Stadtbahn (Gürtellinie) weichen. Die ihrerseits seit 1849 Ersatz gewesen war für die im Bereich der Markthalle Nussdorfer Straße 1740 errichtete Kapelle.

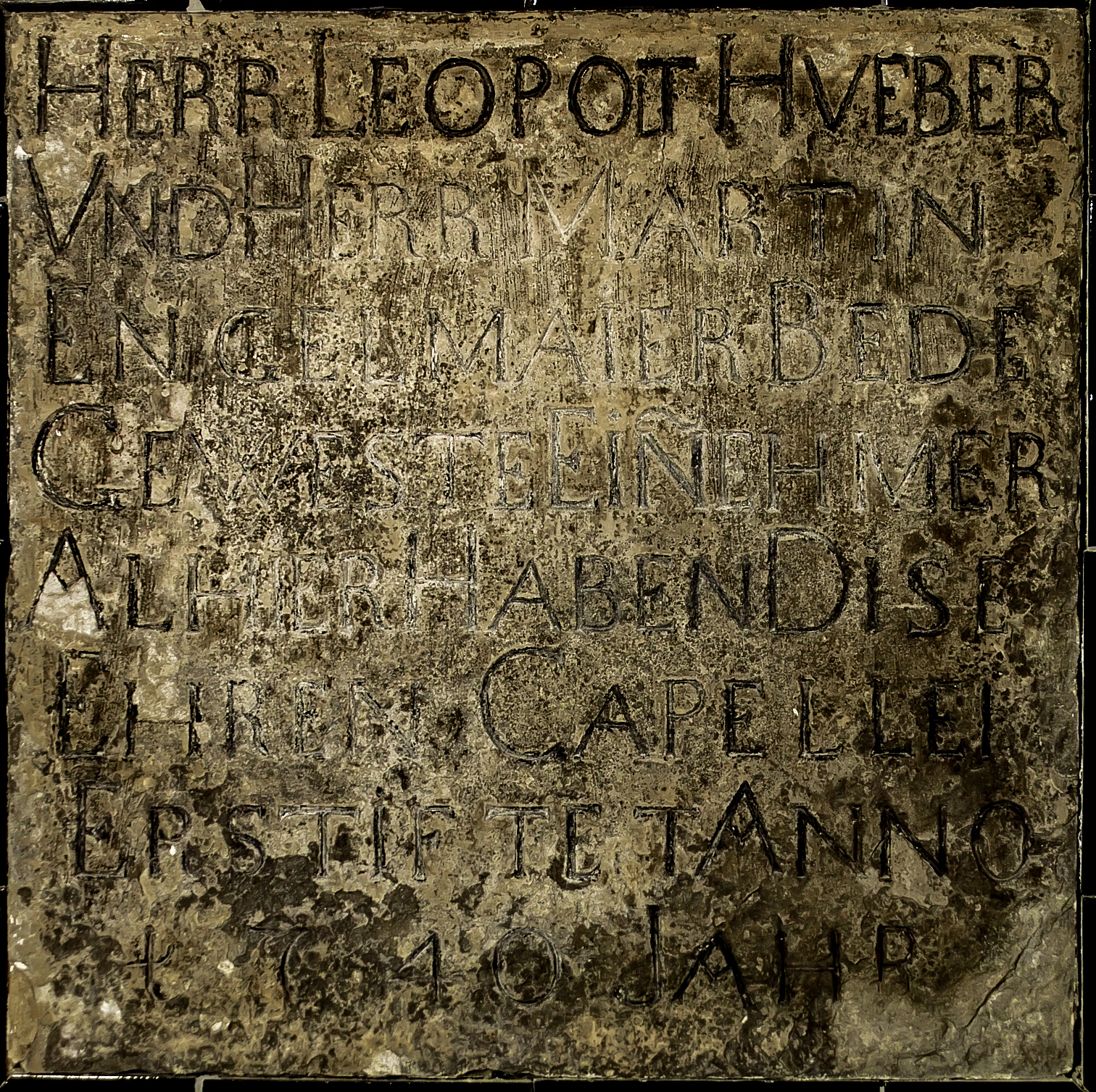
Grundstein der Linienkapelle sowie der späteren Johanneskapelle
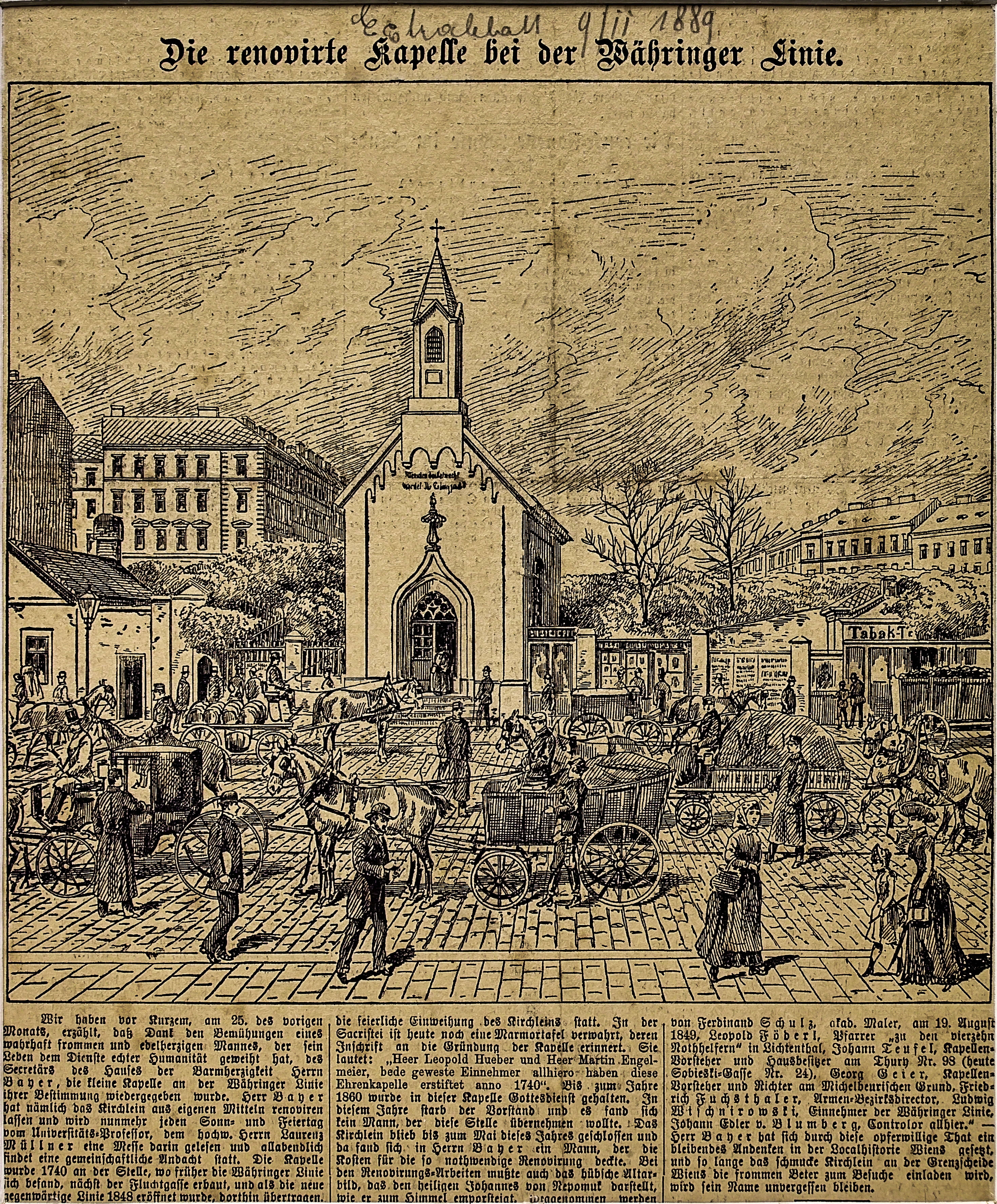
Zeitungsbericht zur Renovierung der Linienkapelle vom 9. März 1889
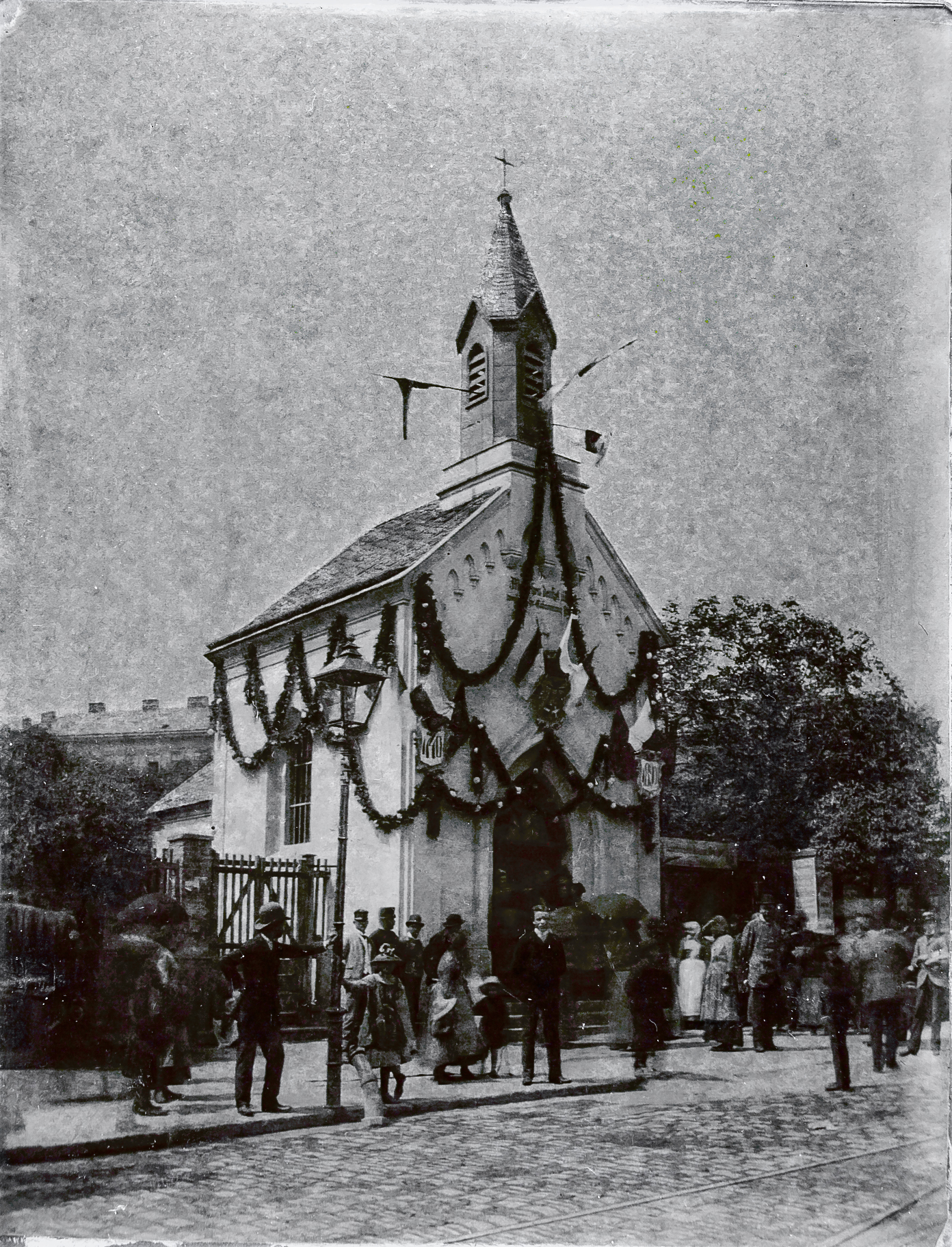
Linienkapelle, koloriertes Lichtbild aus dem Jahr 1890 zur 150-Jahrsfeier

### Heutige dritte Johanneskapelle
1895 bis 1897 wurde als Ersatz für die beiden Vorgängerkapellen einige Meter entfernt die heutige Johanneskapelle, nach den Plänen von Otto Wagner im Stil der Sezession, errichtet. Für den Neubau wurde der Grundstein der historischen Linienkapelle übernommen. Die Kapelle war Otto Wagners erster Sakralbau in Wien und gilt als Modell der etwa zehn Jahre später erbauten Kirche am Steinhof. Die Kapelle ist ein Zentralbau mit einer kreisrunden Kuppelschale, an welche sich an allen vier Seiten kurze Kreuzarme gleicher Länge anschließen (Grundrissform: Griechisches Kreuz). Die Altaraufbauten sind in Neo-Renaissanceformen gestaltet.

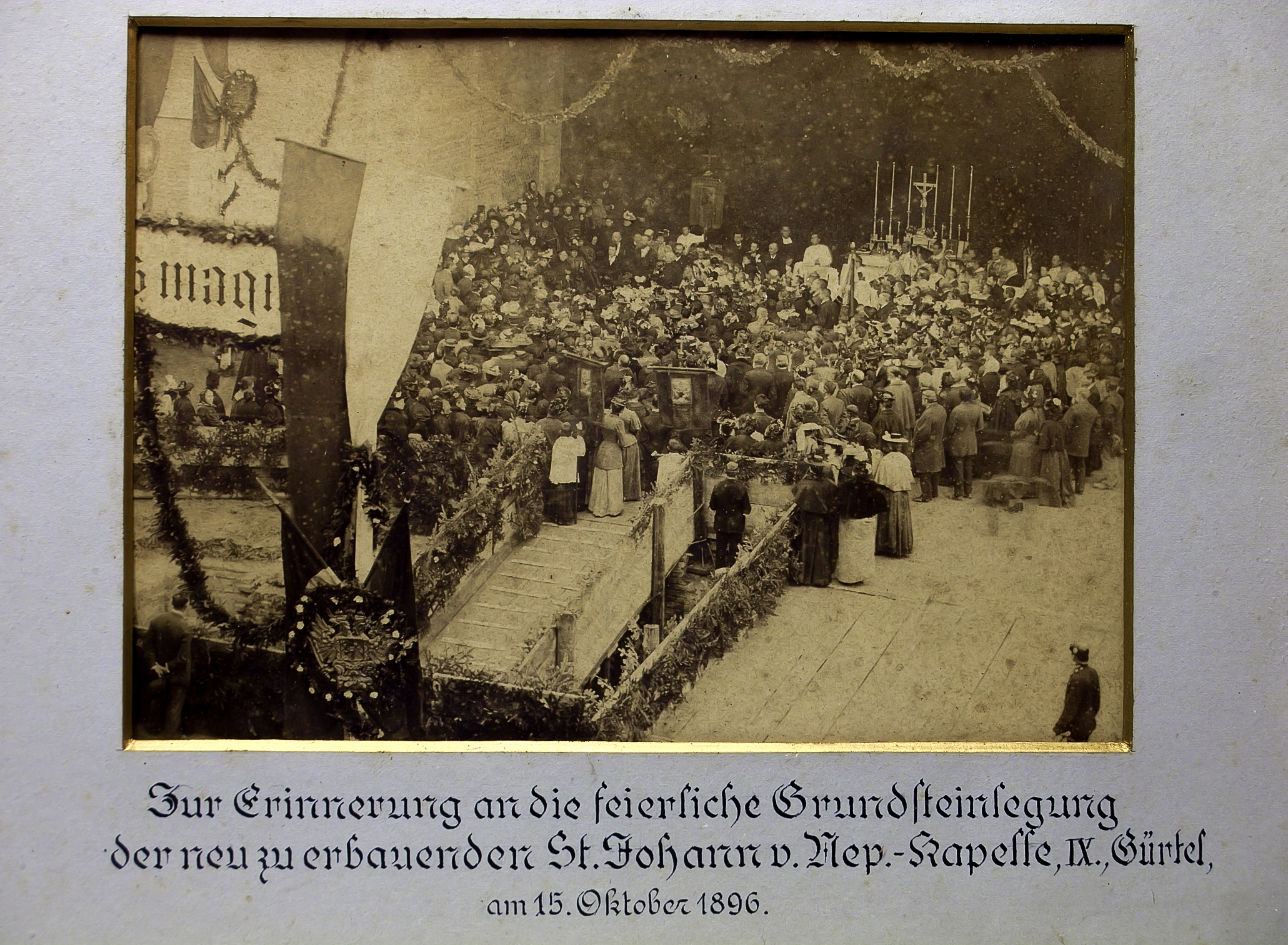
Grundsteinlegung Johanneskapelle vom 15. Oktober 1896
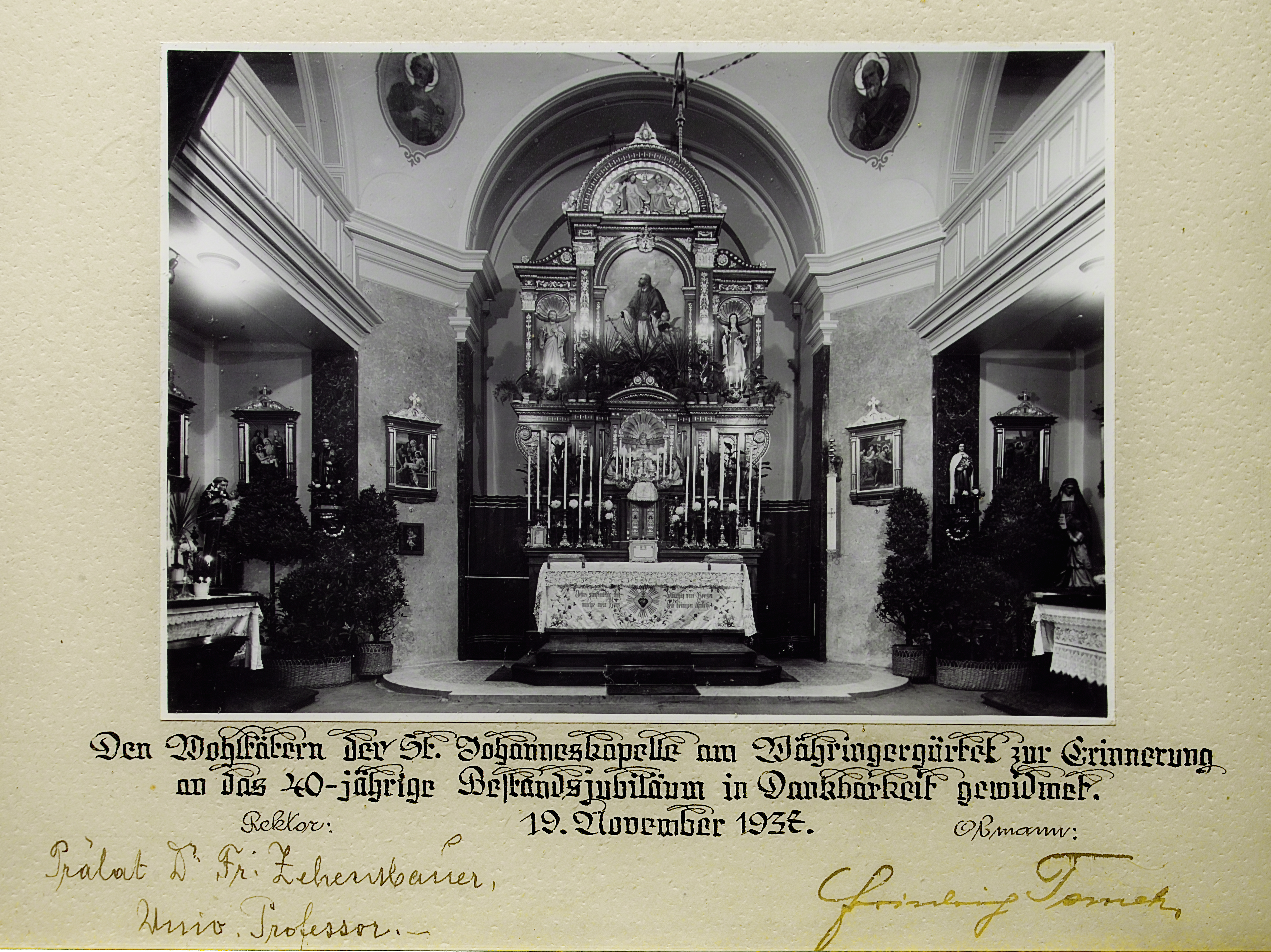
Altarbild der Johanneskapelle zum 40-jährigen Jubiläum vom 19. November 1937

## Errichtung, Erhaltung und Kultur
Die Mittel zur Errichtung der Kapelle wurden durch einen Unterstützungsverein aufgebracht, der insbesondere durch Fürst Johann II. von und zu Liechtenstein getragen wurde. Der aktuelle Verein zur Erhaltung der St. Johannes-Nepomuk-Kapelle wurde mit 3. Februar 1916 errichtet. Über den Erhaltungsverein werden der laufende Betrieb, die Durchführung und Finanzierung von Großprojekten wie die Kirchenrenovierung und die Abzahlung der neuen Orgel sowie die Veranstaltung von Musikprogrammen (Benefizkonzerte), das Alsergrunder Straßenfest und anderes mehr, die dem Erhaltungszweck dienen, abgewickelt.
Für die Organisationen von Vorträgen, Diskussionen und Veranstaltungen im Sinne eines „erweiterten Kulturbegriffs“ wurde im November 2000 der Verein Kulturbogen gegründet.

## Orgel
1908 wurde eine gebrauchte, sechsregistrige Orgel mit mechanischer Schleiflade und einem klassizistischen Gehäuse in der Kapelle aufgestellt. 1924 erfolgte eine Pneumatisierung sowie eine Erweiterung um ein Register. Nachdem sie ab 1986 nicht mehr bespielbar war, wurde im Jahr 2000 eine neue Orgel, die im alten Gehäuse eingebaut wurde, angeschafft.